# ابوالقاسم مختاری
ابوالقاسم مختاری زادهٔ ۱۳۳۵ در زابل،نماینده حوزهٔ انتخابیهٔ زابل در دورهٔ هفتم مجلس شورای اسلامی بوده‌است. او پیش‌تر در دورهٔ ششم نیز عضو این مجلس بود.